# Příbram (Verneřice)
Příbram (německy Biebersdorf) je vesnice v Ústeckém kraji v okrese Děčín. Leží v Českém středohoří asi tři kilometry severozápadně od města Verneřice, ke kterému jako část obce patří.
Vesnice je doložena od 13. století. Domy byly stavěny až do roku 1932, avšak od druhé poloviny 19. století počet obyvatel klesal. Až do roku 1945 bylo její obyvatelstvo německé. V roce 1945 po odsunu Němců byla asi třetina vesnice zbourána. Součástí obce Příbrami byla i osada Velké Stínky.

## Historie
Vesnice je původně zemědělská. Zpočátku byla součástí statku „Schwaden“, který patřil bratrům Hroznatovým. Od roku 1215 byla Příbram obcí s povinností odevzdat podíl výnosu.

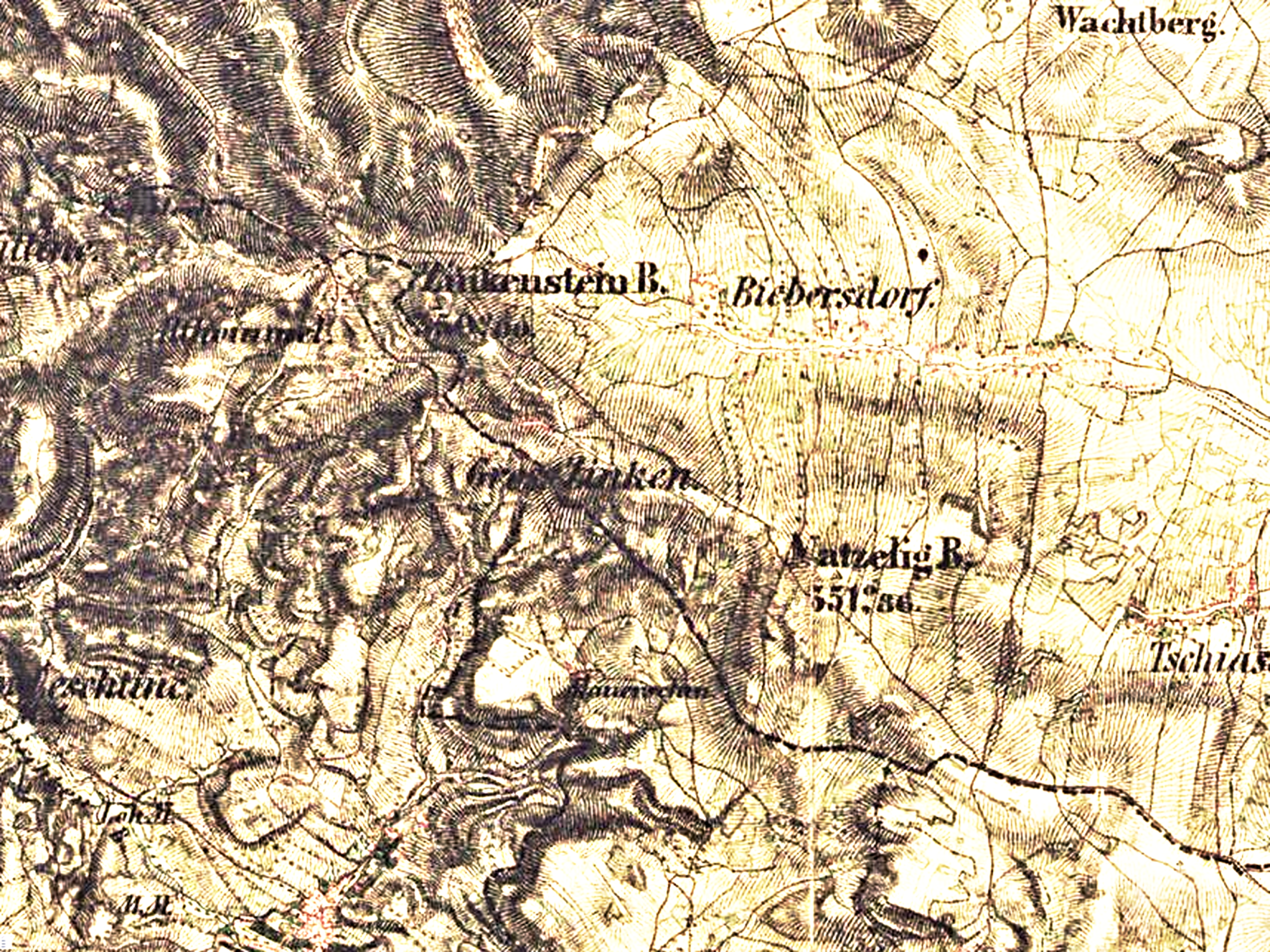
Příbram (Biebersdorf) na mapě z poloviny 19. století

Roku 1216 Hroznata Crispus prodal vesnici za 100 kop grošů pražskému biskupovi Ondřejovi z Guttensteinu. Plocha pozemků čítala 680 ha, z toho bylo 30 ha lesů. Lesy na Bukové hoře však patřily k děčínkému panství. Část pozemků Příbramští odkoupili od Verneřických.
V berní rule z roku 1654 je za rok 1651 uváděno v Příbrami patnáct hospodářství (z toho šest opuštěných v důsledku třicetileté války a moru), 11 zahradnictví (z toho jedno opuštěné) a jeden domkář. Roku 1773 byly domy očíslovány a ve vsi jich tehdy stálo 87.

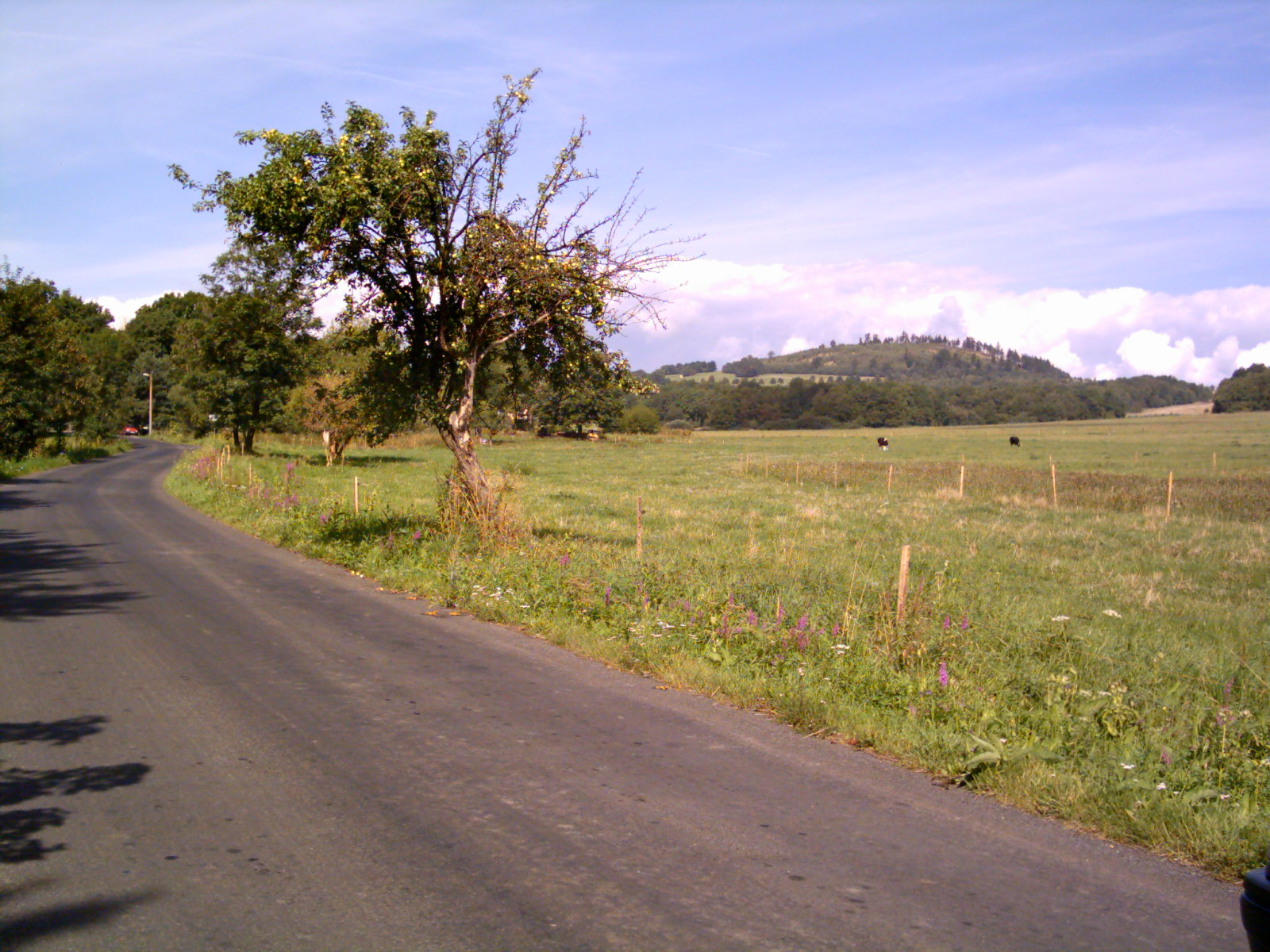
Silnice

Podle zprávy z roku 1953 od Gustava Scheinerta z čísla 67 Češi zbourali v letech 1946–1953 téměř 40 domů, a to domy čísel popisných 60, 61, 116, 37, 65, 66, 69, 70, 71, 34, 91, 101, 88, 32, 28, 76, 77, 78, 23, 19, 86, 87, 96, 2, 11, 3, 4, 5, 14, 104, 13, z domů č. 109 a 110 zbyly ruiny a u domu 56 byl spadlý štít. V Grosszinkenu se všech 6 domu a stodol, i domy Rudolfa Fahryho a Schusterbauera zbouralo. Tím zůstalo ještě 81 domů a 36 stodol.
Po druhé světové válce bylo do roku 1971 zbouráno přibližně sto domů a hospodářských budov. Některé domy zůstávaly prázdné a jiné sloužily jako rekreační chalupy.
Na hřbitově byla v roce 1971 většina pomníků převrácená a pokrytá plevelem a márnice uvnitř zdemolovaná.[zdroj?]

### První světová válka
Při první světové válce přišli obyvatelé Příbrami o většinu úspor, protože válka byla financována půjčkami od obyvatel a nový stát nepřevzal dluhy monarchie. Příbram musela na výrobu válečného materiálu odevzdat i zvon ze školní věže. Staženo bylo i zlato a drahé kovy. Většina i jen trochu schopných mužů z Příbrami musela narukovat a po šestinedělním výcviku byli poslání na frontu.
V první světové válce padlo nebo zemřelo v lazaretech nebo v zajetí 18 obyvatel obce. Pro tyto padlé a nezvěstné byl v roce 1921 v zahradě domu č. 81 postaven pomník. V roce 1945 ho Češi zdemolovali.
Po válce byly Sudety proti vůli německých obyvatel připojeny k československému státu. Po roce 1918 musel být v Příbrami odstraněn pomník císaře Josefa II., podstavec stál dále prázdný ve školní zahradě. Negativní vztah zdejšího německého obyvatelstva k českému lidu a československému státu od roku 1918 narůstal.

### Společenský život před rokem 1939
Členem dobrovolného hasičského sboru byl každý mužský majitel domu. V obci byly dvě hasičské zbrojnice, v nich dvě ruční stříkačky a jedna motorová. K čerpání vody sloužilo 10 malých rybníčků po území obce, které se používaly i ke koupání a bruslení. Hasiči pořádali každoročně ples, hasičská kapela hrála na každém pohřbu. Náčelníky hasičů byli postupně Redlich Rudolf č. 89, pak Fahry Leo č. 34, a až do vysídlení Zaschke Emil č. 12.
Spolek na pomoc školy byl utvořen roku 1918, dával dětem bezplatně knihy, sešity a psací potřeby. I tento spolek uspořádal každý rok jeden ples. Zisk se dával do spolkové pokladny.
Polnohospodářské kasino bylo společenstvo zemědělců. Společně objednávali různé zboží jako uhlí, sůl, krmivo a ostatní zboží. Měli společnou dobytčí váhu a zařízení na čištěni sadbového obilí.
Členem Mlékárenského družstva Verneřice byl každý, kdo vlastnil krávu. Toto družstvo prodávalo členům různé zboží a vlastnilo i mlýn.
Hodně obyvatel Příbrami bylo členy Reifeisenkasse (spořitelny).
K honební společnosti patřilo kolem 10 obyvatel.
Spolek pěvců existoval do roku 1910. Byl hodně aktivní, dělával v zimě divadelní představeni na jevišti sálu Weigela č. 20, v tomto hostinci byla i klubovna spolku. Skříň s jejich notovými partiturami stála na původním místě až do vysídlení.
V období před 1. světovou válkou a po ní existovalo společenství mladých hochů, „Jungmannschaft Eiche“ (Mládenecký klub Dub). Pořádali výlety, taneční zábavy a hráli i divadlo na jevišti pěveckého spolku.
Roku 1922 bylo ve vsi založeno družstvo, které mělo za cíl zelektrifikovat obec. Kvůli vysoké ceně elektřiny se zpočátku obyvatelé jen těžko loučili s petrolejovými lampami. V některých domech se mezitím svítilo i plynovým světlem, plyn se vyráběl z karbidu. Postupně bylo i veřejné osvětlení přestavěno na elektrické.
Roku 1926 se ve vsi utvořilo meliorační družstvo. Odvodněni pozemků se dělalo v letech 1926–1928. Nezúčastnili se všichni zemědělci. Plánování a kontrola prací byly svěřeny jedné moravské firmě, zemní práce dělali místní zemědělci, členové družstva.
Spolek malodomkářů měl 6 členů a působil od roku 1920 až do zrušení v roce 1938. V roce 1920 se utvořila skupina volnomyšlenkářů, a společně s Rychnovem dělnický spolek bicyklistů. Oba byly v roce 1938 rozpuštěné a majetek zkonfiskován.

### Politický život obce, vývoj před druhou světovou válkou
Ve vsi byla založena pobočka rolnické strany Svaz zemědělců („Bund der Landwirte“), založené roku 1919. Místní organizace sociálně demokratické strany byla založená okolo roku 1900, po 1918 byla strana obnovena a vytvořila ve vsi malou knihovnu. I Svaz Němců měl několik členů ve vsi.
Sudetoněmecká vlastenecká fronta Konráda Henleina, založená 1. října 1933 a 30. dubna 1933 přejmenována na Sutedoněmeckou stranu (SDP), měla v Příbrami také místní organizaci. V letech 1933–1938 se většina ostatních německých stran včetně Svazu zemědělců zrušila a připojila k Henleinově straně. V květnu 1938 německé obyvatelstvo bojkotovalo částečnou mobilizaci české armády. SDP byla 16. září 1938 československou vládou zakázána. Vyhlašuje neposlušnost státu a Henlein zakládá Freikorps. V září 1938 na Henleinovu výzvu je také několik obyvatel Příbrami mezi Němci, kteří utíkají do Říše. V září 1938 občané Příbrami táhli do Verneřic a bez krveprolití likvidovali a zavírali vše české. Puč byl českou armádou rozbit. 22. září 1938 souhlasila československá vláda s odtržením Sudet od republiky, tentýž den odstoupila vláda a generál Syrový vyhlásil úplnou mobilizaci. O týden později uzavřely velmoci Mnichovskou dohodu. Od 1. října 1938 němečtí vojáci zabírají Sudety podle zón.

### Doba ve Velkoněmecké říši
Německé vojsko přišlo v neděli 1. října 1938 od Reichenu po pravé straně silnice a tím zároveň zavedlo pravostranný silniční provoz. Všechny domy byly vyzdobeny prapory s hákovými kříži.
Odpůrci Henleinovy strany byli ještě téhož dne zajati členy stranických bojůvek a podrobeni výslechu německými důstojníky SD (Sicherheitsdienst, Bezpečnostní služba). V Příbrami to byli Kratochvill Josef č. 106, Hoffmann Franz č. 79 a Vetter Hans č. 73. Po výslechu ale byli propuštěni. Několik občanů z Verneřic a okolí však bylo dopraveno do koncentračního tábora do Německa.
Ze sudetoněmecké strany (Sudetendeutsche Partei, SDP) se stává NSDAP (Nationalsocialistische deutsche Arbeiterpartei, Nacionálně socialistická německá dělnická strana). V Příbrami měla 59 členů a v Čáslavi 23 členů. Současně zde začínají působit různé nacistické zájmové organizace. Skoro všichni obyvatelé byli morálně nuceni se v těchto korporacích angažovat. Zkoušelo se pochodovat, začal dril a to vše pro budoucí válku. Při všech příležitostech se sbíraly peníze, někdejší protivníci byli špiclováni. Pro protinacistické řeči byl zatčen například zámečník Emil Tröster z č. 112.
Mnoho obyvatel muselo za války narukovat k vojsku, k OT, Arbeitdienstu a dalším vojenským službám. Mnoho jich ve válce padlo. Na statky byli jako pracovní síly nasazení polští a později ruští zajatci.
Ve druhé světové válce ztratilo život nejméně 36 mužů z obce, z toho 16 ženatých. Vojáci, kteří přežili, se do svých domovů již nesměli vrátit, většina ostatního původního obyvatelstva byla vysídlena.[zdroj?]

### Vývoj po druhé světové válce
Koncem války přišli do vsi 3 Jugoslávci z koncentráku v České Kamenici (Rabstein). Obchodník Schirmer je ubytoval. Willi Maler zůstal u něho a vypomáhal v obchodě. Po odsunu Schirmera obchod převzal a vedl ho dál. Druhý Jugoslávec, jménem Johann, se nastěhoval do domu č. 113 po odsunu Redlicha. Třetí, jménem Martin, zabral dům č. 34. Dvě děvčata si odnesla plody Jugoslávců s sebou do nové vlasti. Ruští vojáci obsadili ves a u Fahryho (dům č. 34) měli velitelství. Děvčata a ženy se před nimi musely schovávat.
Po zhrouceni 3. říše dělal Max Richter č. 82 ještě nějaký čas obecního starostu. Po něm převzal starostování Emil Tröster č. 112, ale jen na krátký čas. Následoval Čech Josef Soukal, který přišel z Boletic nad Labem a bydlel u Elsy Kressové.
Veškerý německý majetek vyhlásila česká vláda za státní majetek. Čeští občané přicházeli a přivlastňovali si majetek odsunutých i neodsunutých Němců. Protože mnozí z přistěhovalců neuměli hospodařit, byli původní němečtí obyvatelé nuceni nadále pracovat. Když čeští přistěhovalci některý statek vyjedli, přemístili se do dalšího.
5. a 6. června 1945 se dřívější funkcionáři Hitlerovy strany (7 osob) byli nuceni podrobit v Benešově nad Ploučnicí výslechu. Všichni se po výsleších vrátili. 11 obyvatel bylo deportováno do tábora Česká Kamenice (Rabstein), někteří z nich pak byli nasazení na práce ve vnitrozemí.
Pro německé obyvatele platila podobné omezení, jaká předtím Třetí říše uplatňovala vůči Židům: zákaz nočního vycházení, zákaz opouštění obce bez povolení, přes den zákaz zdržovat se na veřejných prostranstvích, zákaz vstupu do veřejných kulturních, sportovních a zábavních zařízení, vymezená doba nakupování. Slovanské obyvatelstvo mělo zákaz stýkat se s Němci.
29. června 1945 v 5 hodin ráno bylo vysídleno 33 rodin, celkem 69 osob, z nichž se 14 později ještě navzdory zákazu a velkému riziku vrátilo pro osobní věci. Odsun byl s koňskými potahy přes Rychnov a Benešov nad Ploučnicí k hranici se Saskem směrem na Hinterhermsdorf. 30. června se dostali do cíle, kde živořili po tisících ve stodolách, v lesích a ve volné přírodě, přitom zemřelo hodně dětí a starých a nemocných lidí. Občané Příbrami táhli pak dál do Duryňska, kde našli nové bydlení.
Jako antifašisté se mohly na podzim 1945 vystěhovat lodí do NDR tři rodiny (Klimt Julius č. 91, o něco později Matzke Julius č. 38 a Tröster Emil č. 112) a mohly si vzít všechny své věci mimo deviz.
Druhý odsun, do tábora Pfaffenhofen u Podmokel a pak do Hesenska, okres Biedenkopf, proběhl 20. února 1946. Týkal se 29 lidí ze 7 rodin z Příbrami. Dvě ženy se vrátily z Pfaffenhofenu do Příbrami ještě téhož dne.
Třetí odsun, 21. března 1946, byl směrován do táboru v Altstadtu. Ve 40 vagónech byli deportováni do Bavorska, po 10 vagonech šlo do Hammelburgu, Münnerstadt, Hofheim a Bad Kissingen. Zpočátku byli ubytováni v prázdných hotelech a táborech a po čase byli rozstrkáni po okolních vesnicích. Z Příbrami bylo do tohoto odsunu zařazeno asi 217 osob z 61 domů.
Při čtvrtém odsunu, v srpnu 1946, bylo 7 rodin (31 lidí) transportováno do Meklenburka. Dvě původní rodiny mohly ve vsi zůstat, ženy měly českou národnost. Všichni občané, kteří museli pracovat ve vnitrozemí, byli později také odsunuti anebo utekli ke svým rodinám.[zdroj?]

## Obyvatelstvo
| | 1869 | 1880 | 1890 | 1900 | 1910 | 1921 | 1930 | 1950 | 1961 | 1970 | 1980 | 1991 | 2001 | 2011 |
| --- | ---- | ---- | ---- | ---- | ---- | ---- | ---- | ---- | ---- | ---- | ---- | ---- | ---- | ---- |
| Obyvatelé | 692  | 727  | 685  | 643  | 635  | 590  | 589  | 230  | 160  | 115  | 109  | 78   | 65   | 63   |
| Domy | 122  | 123  | 124  | 124  | 121  | 117  | 121  | 67   | .    | 28   | 28   | 36   | 40   | 43   |
| Tabulka zahrnuje údaje osady Velké Stínky a počet domů z roku 1961 je zahrnut v domech místní části Verneřice. |      |      |      |      |      |      |      |      |      |      |      |      |      |      |

### Náboženství a farnost
Obyvatelstvo bylo římskokatolického vyznání. Po roce 1922 několik obyvatel vystoupilo z církve, později za hitlerovského režimu další. Příbram patřila do farnosti Rychnov u Děčína. V letech 1570–1620 byl rychnovský kostel lutherský.
Církevní matrika i pro Příbram byla v Rychnově vedena od roku 1784, předtím od roku 1684 se vedla ve Verneřicích. Matriky z dob před rokem 1684 se ztratily.[zdroj?]
Do podzimu 1899 se Příbramští pohřbívali v Rychnově kolem kostela. Od roku 1899 měla Příbram vlastní hřbitov u silnice do Rychnova, ale ve druhé polovině dvacátého století se na něm přestalo pohřbívat.

## Obecní správa
Až do roku 1800 bylo právo soudit dědičné a bylo spojeno s právem výčepním. Přísedící vykonávali práci v obecním úřadě. Oddávali, seznamovali lid s právními předpisy, ověřovali prodeje a smlouvy, urovnávali neshody a trestali provinění. Vše se zapsalo do knih. V Příbrami byl historický výčep spojený s těmito právy. Výčepu se jeho majitel Emil Kusebauch v roce 1908 vzdal.
Součástí obce Příbrami byla i vesnice Velké Stínky. Příbram patřil i dříve do politického okresu Děčín, soudní a finanční okres býval Benešov nad Ploučnicí.

### Rychtáři a starostové
- 1707–1759 rychtář Daniel Trautsch
- 1864 starosta Franz Redlich; zastupitelstvo mělo další čtyři členy, z toho dva v radě zastupitelstva
- 1870 starosta Philipp Wagner
- po mnoho roků do roku 1908 starosta Philip Schneider
- 1908–1918 starosta Rellig Franz
- od 1918 starosta Emil Schneider; v zastupitelství bylo dalších 7 lidí
- 1938–1945, po připojení k Německé říši: starosta Max Richter
- krátce v roce 1945: Emil Tröster
- od 1945 Josef Soukal z Boletic nad Labem

## Zemědělství
Statky a zahradnictví byly vně zdí obecního pozemku ležícího podél potoka. Pole i louky vlastníků se táhly až k lesu, kde skoro každý vlastnil i kus lesa.
Zeminy obsahují všechny bonity. Při orbě se vyorávaly často čedičové kameny. Musely se často vykopat nebo i odpálit. Kameny odstraněné z polí byly ukládány podél pole nebo se používaly ke zpevnění cest. Keře podél mezí a cest se pravidelně po 7 letech řezalo, následně se používalo k topení a na výrobu topůrek. Při 3–4roční obměně plodin byly výnosy střední.
Z obilí se zde selo žito, zimní a letní pšenice, ječmen, oves a krmná směska. Dále se pěstovaly brambory, řepa a oblíbené červené zelí, tuřín a takzvaná „Strinke“ (giganty). Dobytek dostával červený a zelený jetel, Thimoteus i krmnou směsku z hrachu, ječmenu a ovsa. Len měl každý sedlák na jednom poli zaset pro vlastní spotřebu a k prodeji pro výrobu oleje. Lněná a řepková semena se nechávala vylisovat v mlýnu v Mertensdorfu. Mnozí sedláci pěstovali pro vlastní potřebu také mák. Vegetační doba zde byla krátká a často se stávalo, že ozimy zplesnivěly pod sněhem.
Několik desetiletí nosily ženy zemědělské produkty ve velkých nůších zboží do měst, pěšky přes bukový les k Labi do Těchlovic.

### Chov zvířat, živočišná výroba
Původní červenostrakatý horský hovězí dobytek s malými výnosy byl křížen s alpskými hnědými kravami. Tím nastalo ale jen malé zlepšeni. Po 1. světové válce se dosáhlo lepších výnosů s schönhengstovým a simmentalským hovězím dobytkem. Přísná veřejná „býčí komise“ se starala o vyčištění plemenného materiálu.
Kontrolní spolek pro mléko byl utvořen 1937 a měl za cíl zlepšovat hovězí dobytek, ne všichni zemědělci se toho však zúčastnili.
Ve Verneřicích byla v letech 1903–1904 jedna z prvních mlékáren, byla v provozu až do roku 1953. Hotové produkty se prodávaly v Děčíně, Podmoklech a Ústí nad Labem. Do té doby si sedláci zpracovávali mléko a zajišťovali odbyt u výkupců sami. Po připojení k Německu v roce 1938 muselo být veškeré mléko odevzdáváno mlékárně.
Bydlení a hospodářské prostory (chlévy) byly většinou pod společnou střechou. Koně, hovězí dobytek, prasata a slepice byli v jednom chlévě se špatnou ventilací a s malými okny. Často byla v chlévech tuberkulóza. Na podzim, po otavě se hnal dobytek na několik týdnů na pastvu, jinak byla tato možnost málo využívaná.
Prasata byla chována ve všech domech, pro vlastní potřebu i na prodej. Ve velkém se chovem prasat zabýval sedlák Fahry Leo z č. 32. Ve všech domech se držely kozy. Mléko se používalo na pití a do kávy. Zbytek byl zkrmen prasaty. V některých domácnostech se vyráběl i kozí sýr. Pojišťovací spolek pro dobytek sloužil jako pojistka. Každý člen musel podle počtu nahlášených zvířat odebrat maso z nouzových zabijaček. Také slepice, husy a dílem i kachny byly skoro ve všech domácnostech. Husy se pěstovaly pro peří, draní peří bylo běžnou činností žen. Ovce ve vesnici nebyly.

## Obchod, průmysl a řemesla
Blízké město Verneřice mělo nejdříve 2, později 4 výroční trhy.
Od roku 1921 byl v domě č. 106 Josefa Kratochwilla obchod s potravinami a galanterií. Roku 1928 byl zřízen nový obchod v nově postaveném domě čp. 120 (Rudolf Schirmer).
Až do odsunu bylo ve vsi několik hostinců. Hostince s tanečním sálem byly v domě č. 20 u Weigela Emila a v domě č. 25 u Borsigů, později u Grunertů. Hostinec bez sálu byl v domě č. 106 u Kratochwillů, hostinec s cizineckými pokoji byl v domě č. 97 (dříve Wagner, pak Tröster). Chatu na Bukové hoře obhospodařoval hostinský Emil Ehrlich. Hostinci Kratochwilla (čp. 106) a Tröstera (čp. 97) byly v roce 1931 modernizovány. V původní rychtě (čp. 1) bylo pohostinství zrušeno v roce 1908.
V roce 1576 proběhla pivní válka, při níž verneřičtí občané zkonfiskovali příbramským a rychnovským jejich vlastní pivo. Od té doby na základě rozhodnutí císaře Maxmiliána II. až do roku 1931 směli příbramští hostinští točit jen verneřické pivo. Pak se zde začalo točit i litoměřické pivo.
Místní obyvatelé se zabývali také obchodem se dřevem a zpracováním dřeva (tesařství, truhlářství, kolářství, košíkářství a zpracování proutí atd.). V zimních měsících se truhlářství pro vlastní potřebu věnovalo mnoho obyvatel. Ve mlýně (čp. 83) byla i pila. V obci bylo několik kováren, krejčových, ševců, .
V polovině 19. století byla v Příbrami otevřena uhelná šachta. Obyvatelé vsi a okolí byli jejími podílníky, ředitelem šachty byl Fahry Josef z čp. 34. Štola vedle od z jižního konce Velkých Stínků až k domu č. 116 (Zachhaisel) v Příbrami. Těžba byla zastavena v roce 1900. Při špatném počasí a v zimě používali obyvatelé Velkých Stínků štolu k cestě do Příbrami, také ji používali jako zdroj vody.
Dělnicí si vydělávali na živobytí v okolních vesnicích a městech. Zaměstnaní byli jako zedníci, tesaři, zámečníci, malíři a lakýrníci, na lodích, ve výrobě lodí, v továrnách, v kamenolomu, v mlékárně, na stavbách mlýnů, v lese a jako dělníci na denní mzdu na pomocnou práci. Několik dělníků bylo zaměstnáno na dráze. Mnoho jich muselo zůstat celých 6 pracovních dnů v místě, kde pracovali, a vrátili se až v sobotu večer k rodinám. Zbývající volné hodiny museli věnovat svým malým hospodářstvím.

## Školství
Roku 1752 byla postavena školní budova s bytem učitele, kterou v roce 1870 nahradila nová jednotřídní budova, rozšířená v roce v roce 1877 o jednu třídu. Na střeše školy byla věž s obecním zvonem. Školu až do roku 1904 navštěvovaly také děti z Čáslavi.
V letech 1901–1902 byla vybudována měšťanská škola se třemi postupnými třídami ve Verneřicích.

## Přírodní poměry

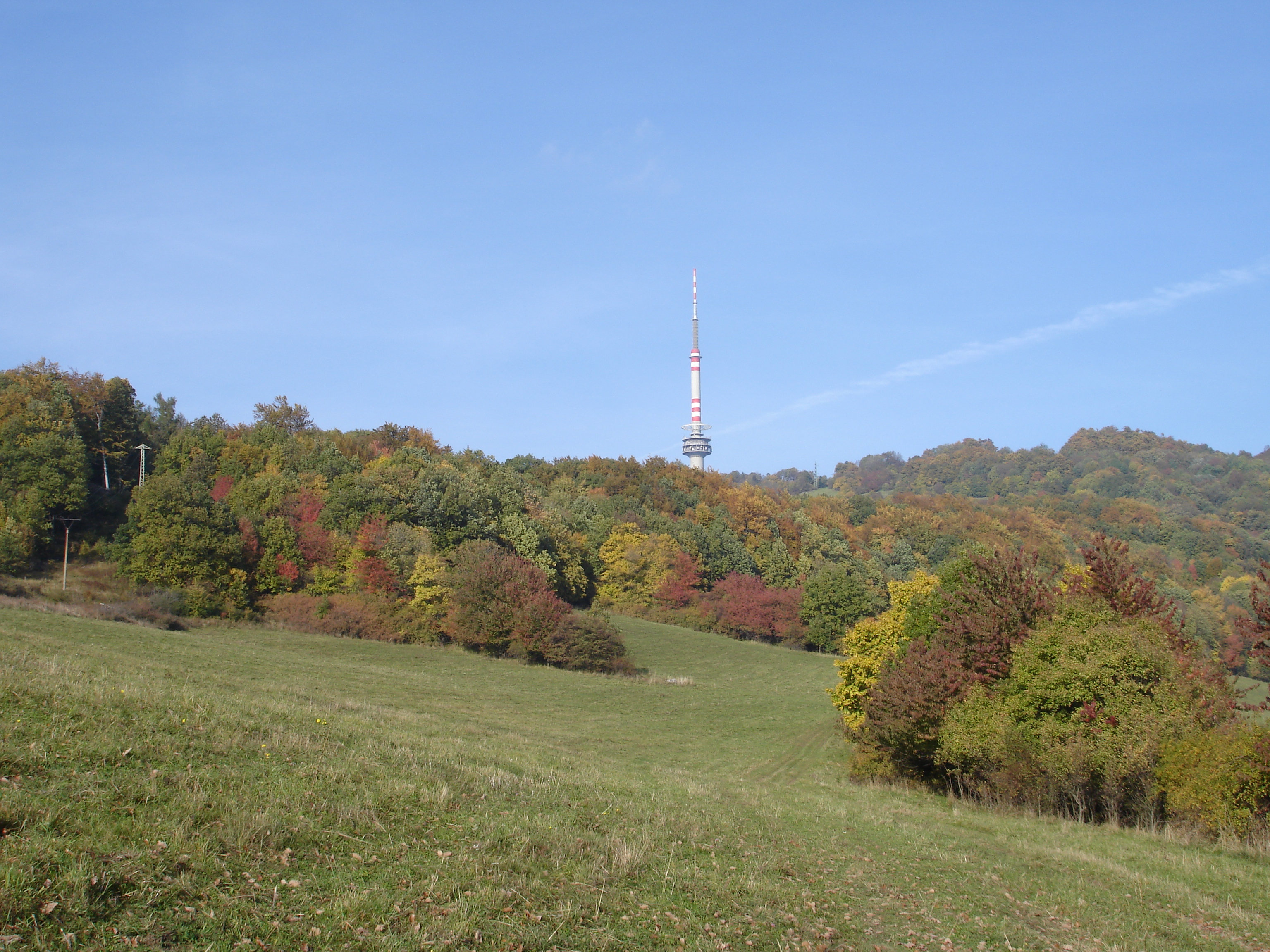
Buková hora

Příbram leží v délce téměř dvou kilometrů podél silnice z Verneřic (od silnice č. 240) západním směrem k Bukové hoře v katastrálním území Příbram pod Bukovou horou v nadmořské výšce 530–590 metrů.
Vesnicí protéká Bobří potok, který přitéká z Bukové hory (pramení ve výšce 594 metrů) a pokračuje přes Verneřice směrem do Kravař a soutěskou s Bobřím vodopádem a soustavou Holanských rybníků do Novozámeckého rybníka u Zahrádek.
Západně od vesnice se nachází vrchol Bukové hory se stejnojmenným televizním vysílačem. Na počátku dvacátého století na vrcholu hory stávala turistická chata.

## Doprava

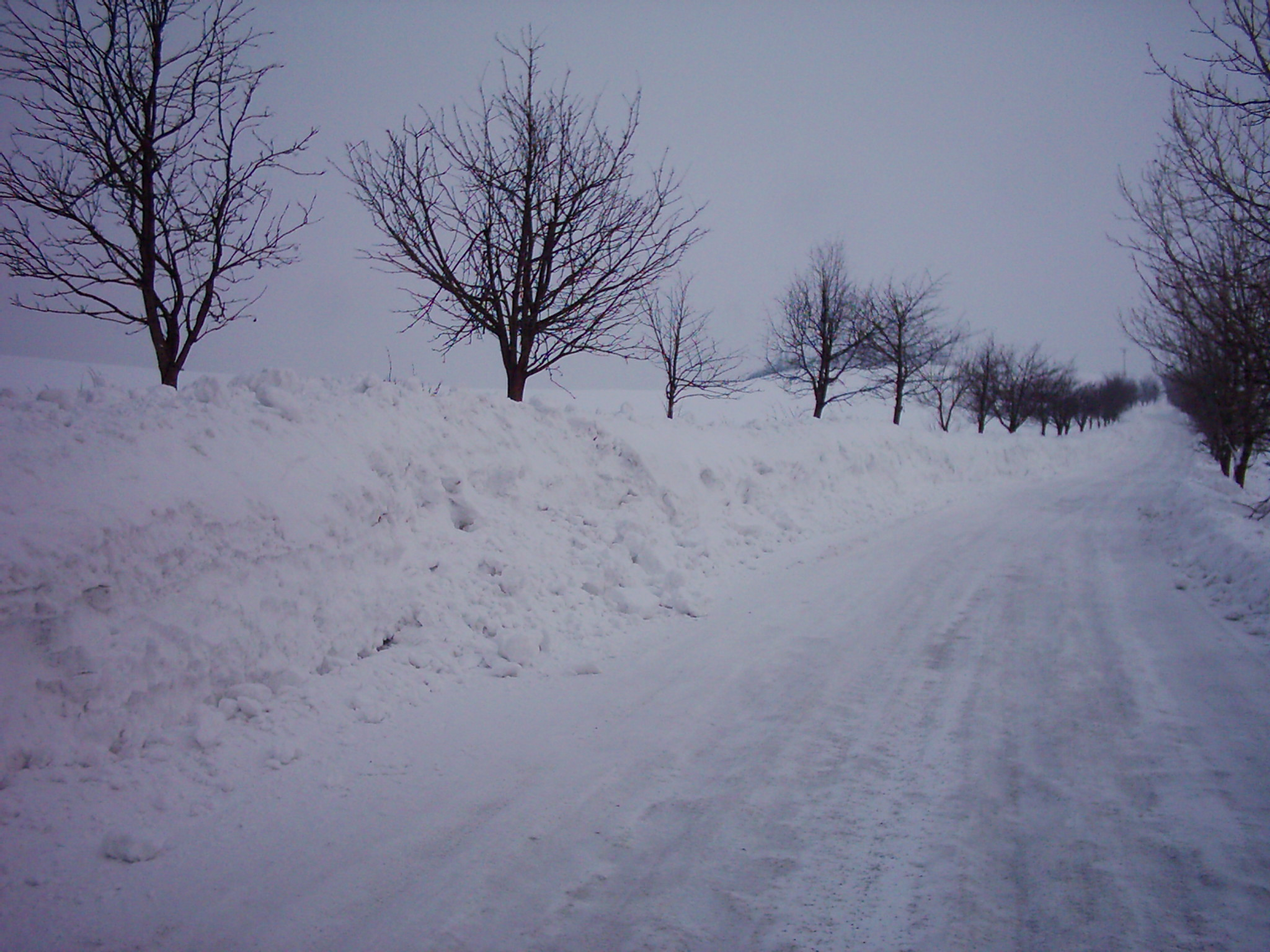
Silnice z Příbrami do Rychnova v březnu 2006

### Historické silnice
Stará spojovací silnice z Rychnova vcházela do Příbrami u domu č. 1 a u domu č. 17 opustila ves směrem na Sebirz a Litoměřice. Jiná vedla od někdejších vesnic Vitína (Wittine) a Staré Homole (Althummel) vesnicí do Verneřic. Mezi domy 98 a 108 byla silnice do Čáslavi (Tschiaschel). Pro cestu do rychnovského kostela používali obyvatelé horní části Příbrami a Velkých Stínek cestu od domu 56.

### Turistické a pěší cesty
Již od konce 19. století byla tato oblast vyhledávaná turisty z Čech i ze Saska.
K Příbrami vedlo několik dalších špatně sjízdných, ale turisticky využívaných silnic. Jedna vedla z Velkých Stínek k vršku Mathrellich, podle horského hřebene do Náčkovic a Mukařova (Mukne) (obě tyto vesnice patří do Lovečkovic). Další vedla ze Staré Homole (Althummel) podle Palmových stěn (Sängerberg–Katzenbusch, pozemky patřící ke statku Palme v Rychnově) do Rychnova. Z Těchlovic kolem Milířska (Millörtzen) k pustému zámku vedla silnice bukovým lesem s připojením na příbramské silnice. To byla tak zvaná „Nová silnice“.
Další trasy byly z Kolmerscheibe (410 m) přes Lesnou (Hortau) nebo Netterskoppe (dnes bezejmenná kóta 492,8) na Bukovou horu, dále na vršek Mathrelli na kopec Geltschberg u Úštěku, anebo k Ptačím kamenům (též Vrabčí kámen) do Rychnova nebo do Těchlovic k pustému zámku.
Z ústeckého okresu přicházeli turisté od Malého Března přes 14 kopců přes Vitín a Starou homoli na Bukovou horu. Nejprudší výstup byl od železničního nádraží a přístaviště lodí z Těchlovic. I po zřízení železniční tratě do Verneřic v roce 1890 volili místní obyvatelé častěji pěší cestu do Těchlovic. Po roce 1910 dělníci začali pro tyto cesty používat i jízdní kola.
Příslušný berní úřad byl v Benešově nad Ploučnicí (Bensen). Pěší cesta přes Rychnov, Fojtovice (Voitsdorf) a Heřmanov (Hermersdorf) trvala asi dvě hodiny.

### Autobusová doprava
V roce 1930 byly zřízeny v této oblasti autobusové linky. První linka vedle z Verneřic přes Příbram, Rychnov, Fojtovice a Benešov nad Ploučnicí do Děčína. Druhá linka vedla z Verneřic přes Valkeřice. V zimě se často pro vysoký sníh nedalo projet.
V roce 2007 vede přes Příbram autobusová linka č. 510041 z Děčína přes Benešov nad Ploučnicí, Františkov, Valkeřice, Verneřice a Příbram do Rychnova. V Příbrami má dvě zastávky: „Příbram, dol.“ a „Příbram, rozc.“ Do Verneřic jezdí ještě linka 510125 přes Žandov a Merboltice a linka 592458 z Ústí nad Labem do Úštěku, přibližně v trase zrušené železnice.

## Pamětihodnosti
V Příbrami se nacházel pomník císaře Josefa II., který byl zničen Čechy v roce 1945.

## Galerie

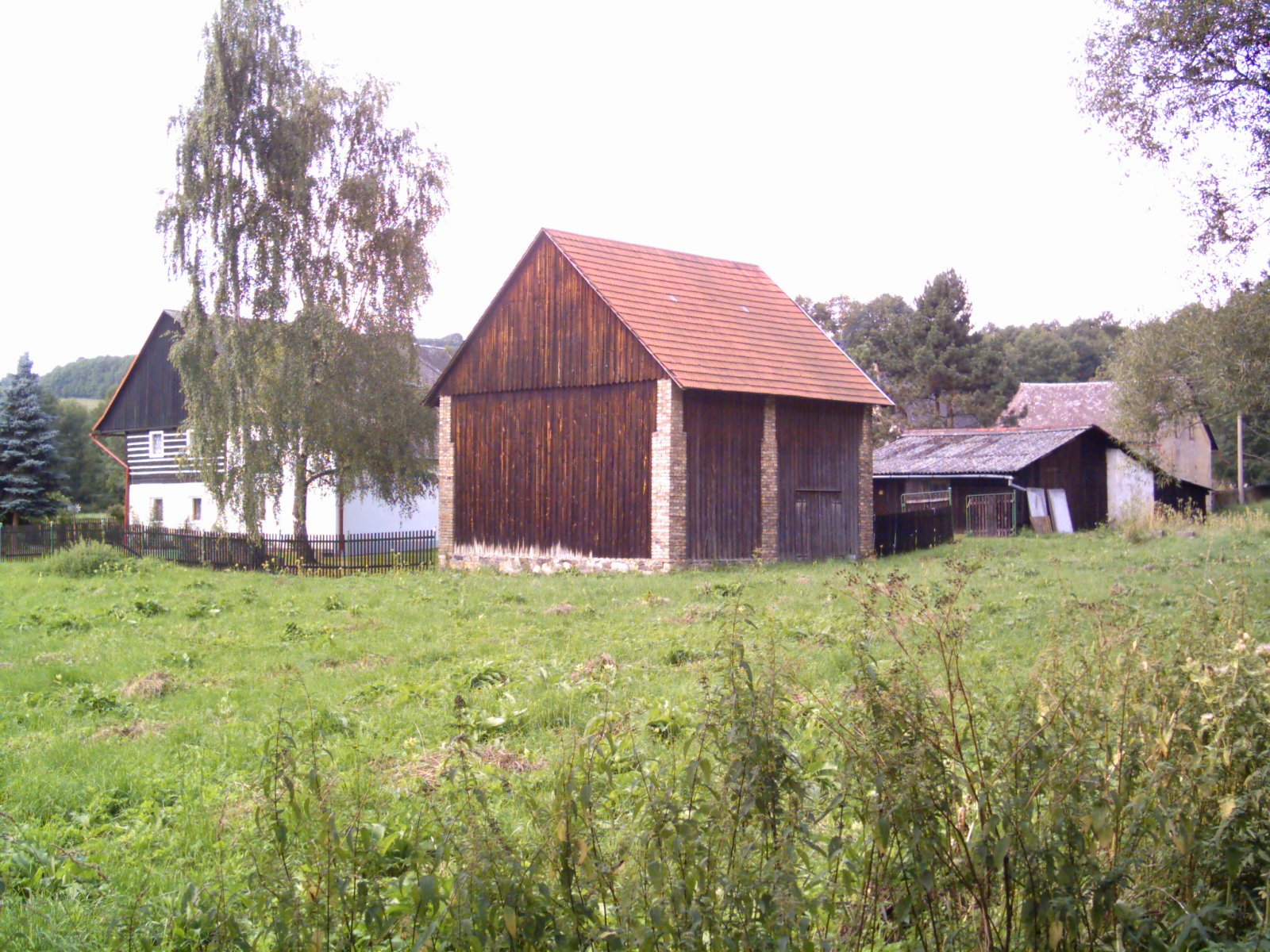
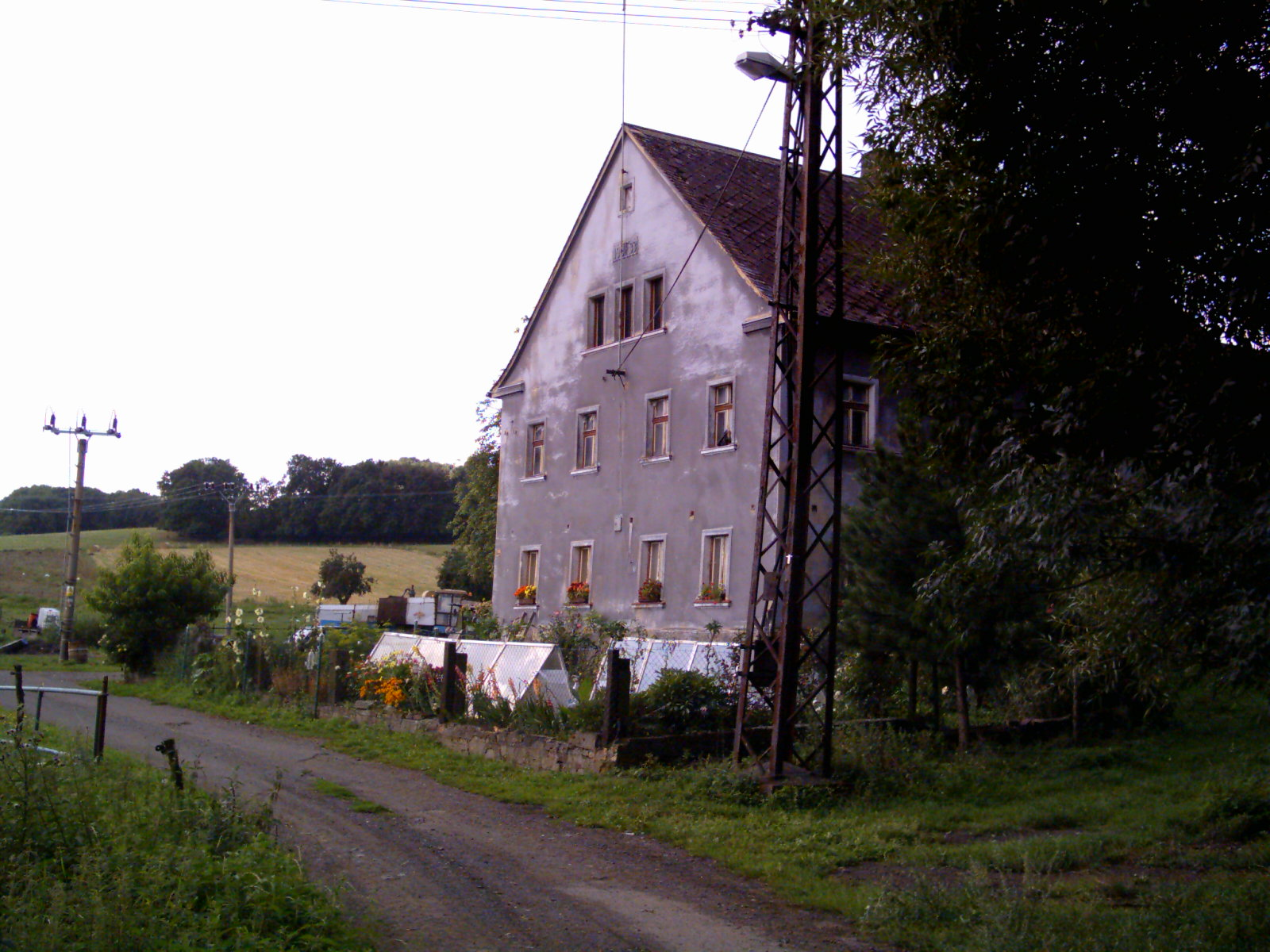
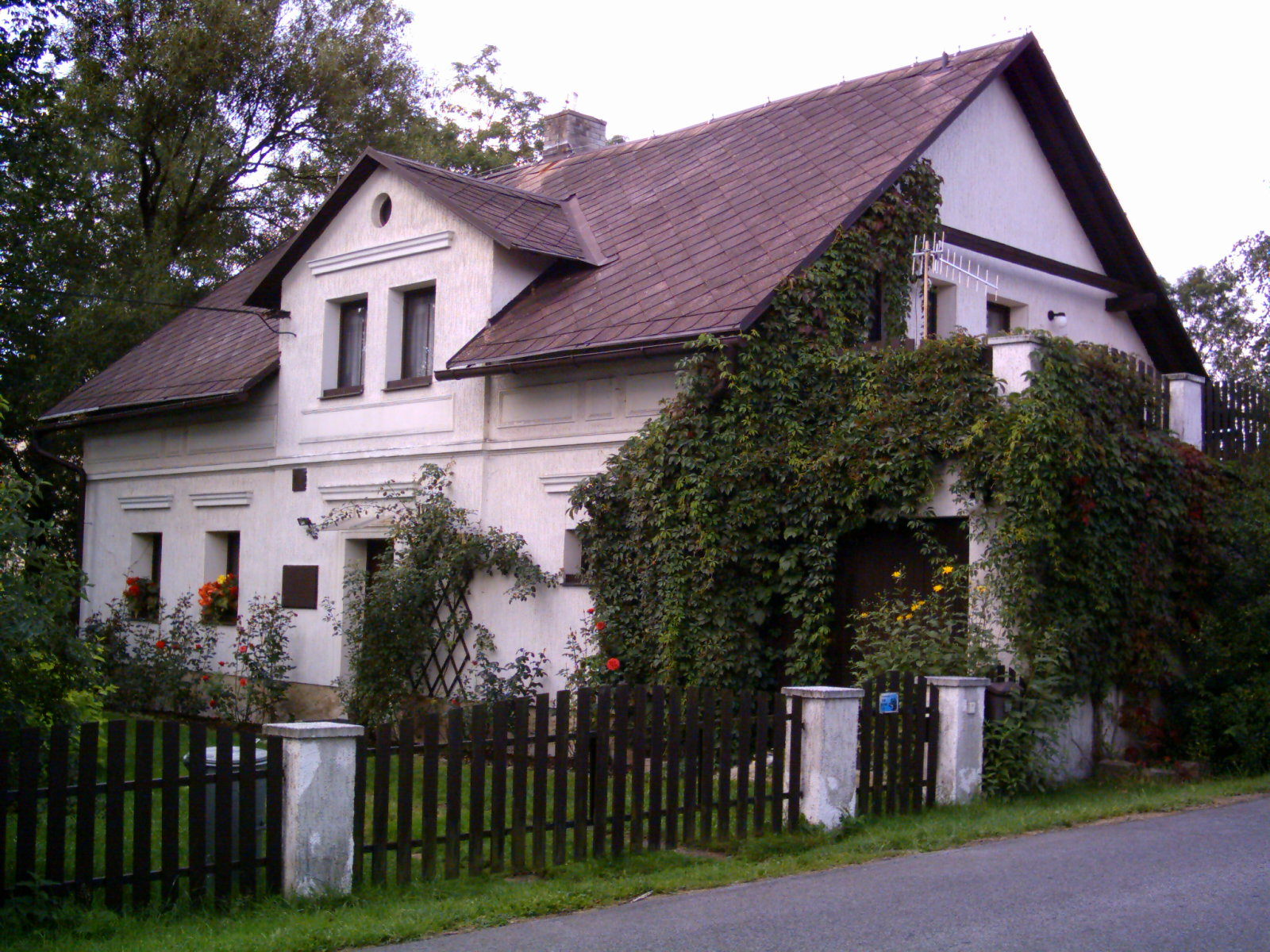
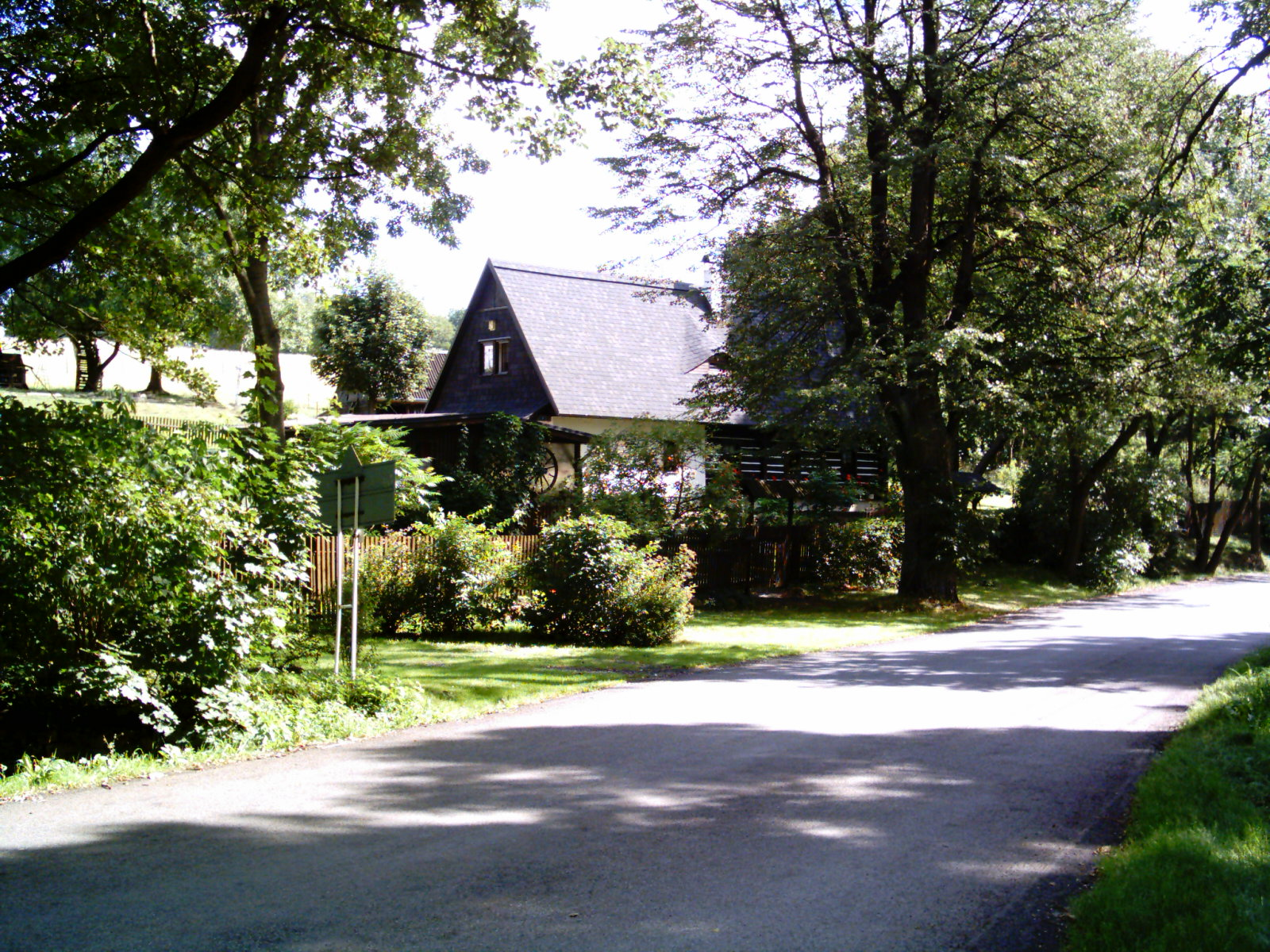
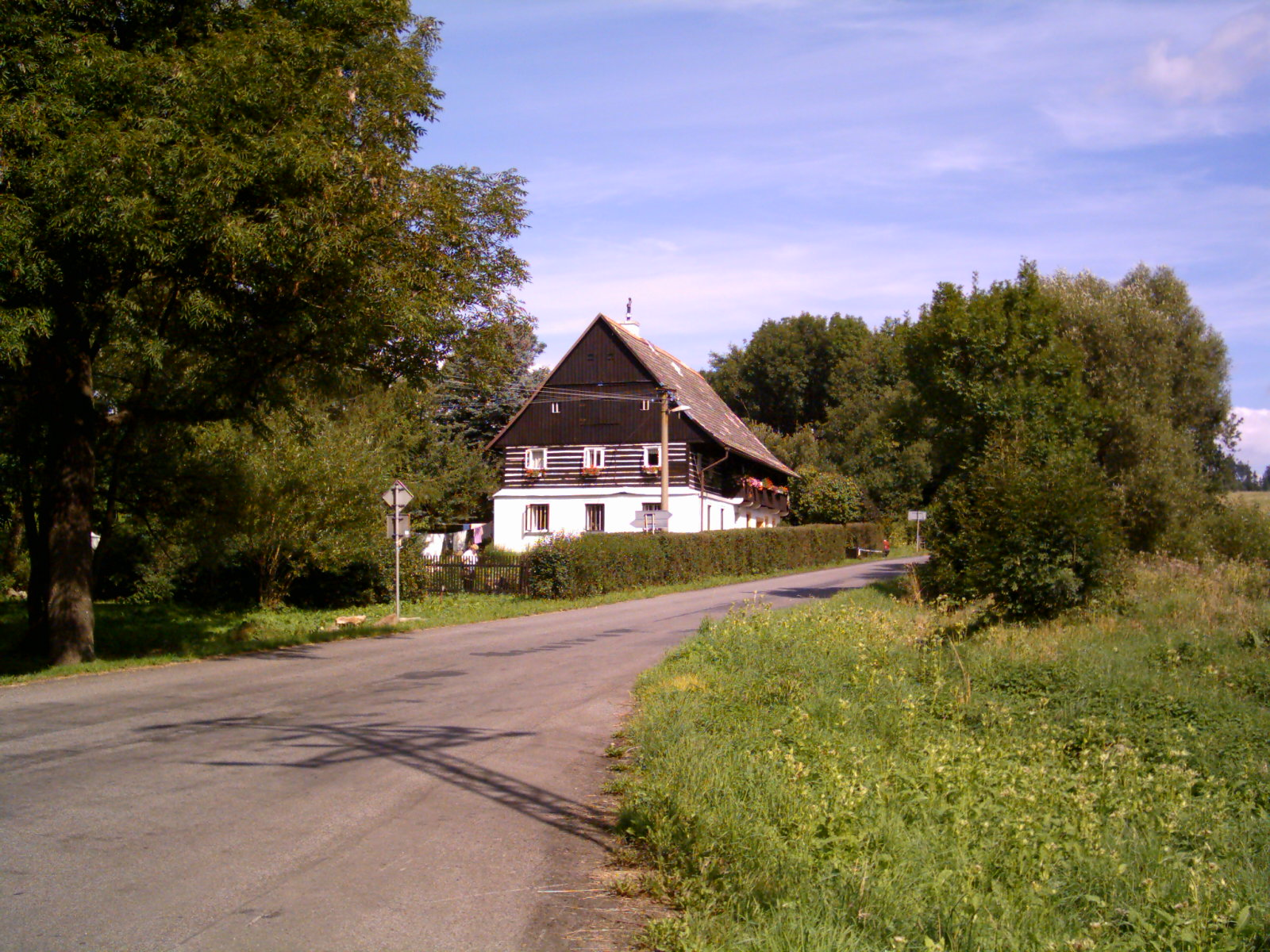
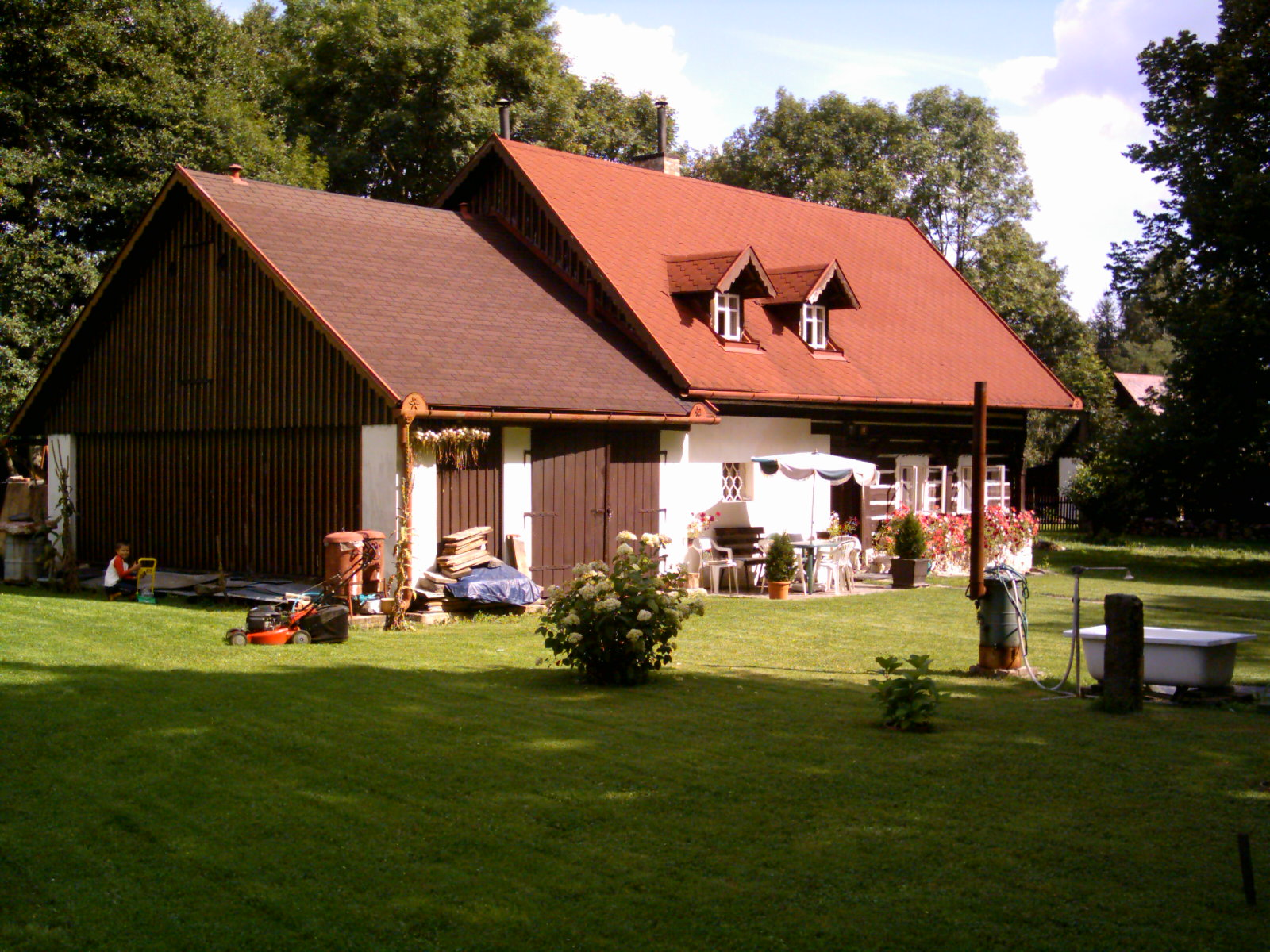
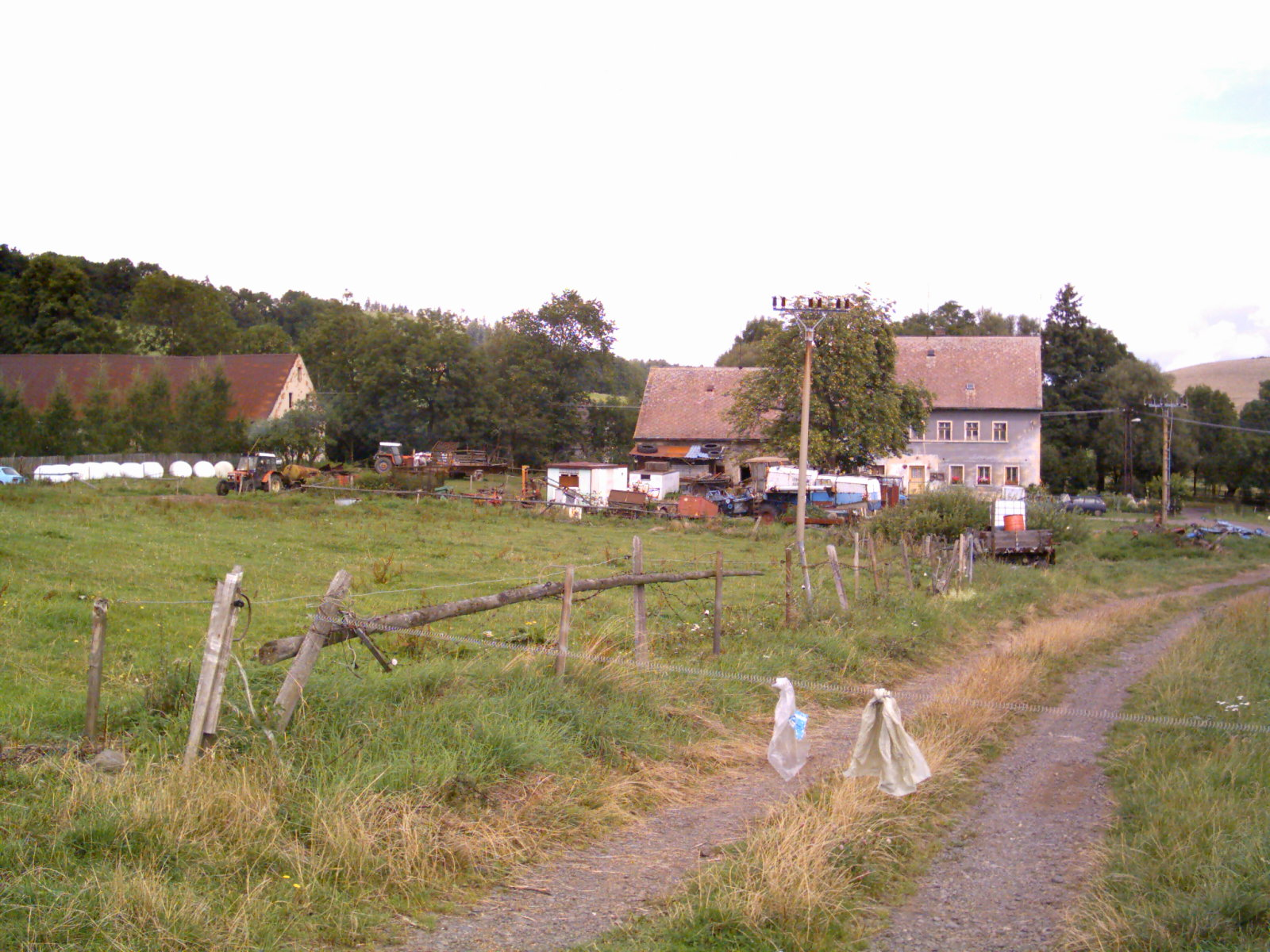
červenec 2007
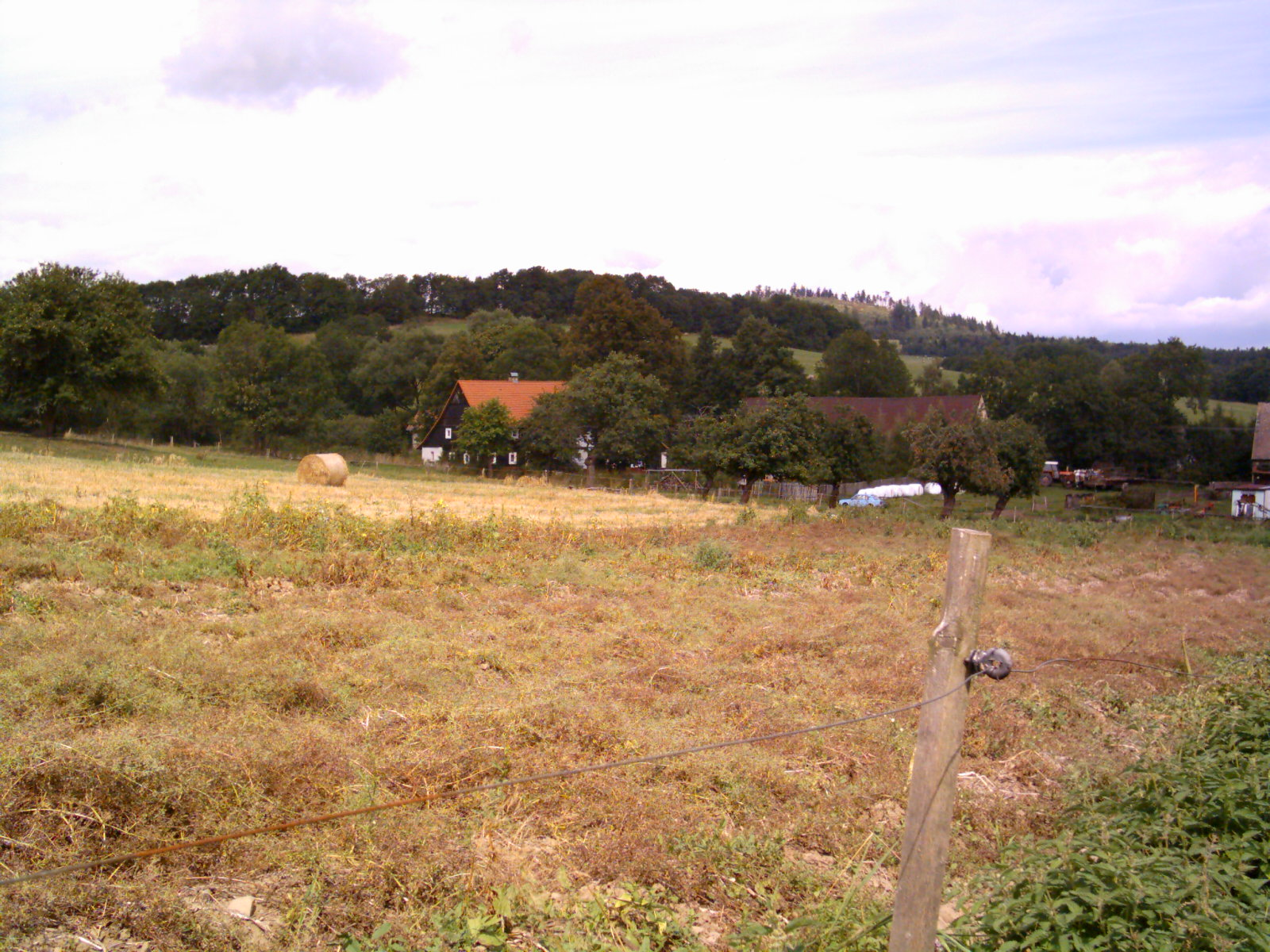
červenec 2007